# Jordy de Wijs
Jordy de Wijs (Courtrai, 8 gennaio 1995) è un calciatore olandese, difensore del Fortuna Düsseldorf.

## Caratteristiche tecniche
È un difensore centrale.

## Carriera

### Club
Cresciuto nelle giovanili del PSV, debutta con la prima squadra il 31 ottobre 2015 in un match vinto 6-3 contro il De Graafschap.
Nel 2017 viene ceduto in prestito all'Excelsior

## Statistiche

### Presenze e reti nei club
Statistiche aggiornate al 22 maggio 2017.
| Stagione        | Squadra         | Campionato      | Campionato | Campionato | Coppe nazionali | Coppe nazionali | Coppe nazionali | Coppe continentali | Coppe continentali | Coppe continentali | Altre coppe | Altre coppe | Altre coppe | Totale | Totale |
| Stagione        | Squadra         | Comp            | Pres       | Reti       | Comp            | Pres            | Reti            | Comp               | Pres               | Reti               | Comp        | Pres        | Reti        | Pres   | Reti   |
| --------------- | --------------- | --------------- | ---------- | ---------- | --------------- | --------------- | --------------- | ------------------ | ------------------ | ------------------ | ----------- | ----------- | ----------- | ------ | ------ |
| 2015-2016       | PSV             | ED              | 1          | 0          | CO              | 1               | 0               |                    | -                  | -                  |             | -           | -           | 2      | 0      |
| 2016-2017       | Excelsior       | ED              | 15         | 0          | CO              | 0               | 0               |                    | -                  | -                  |             | -           | -           | 15     | 0      |
| Totale carriera | Totale carriera | Totale carriera | 16         | 0          |                 | 1               | 0               |                    | -                  | -                  |             | -           | -           | 17     | 0      |

## Palmarès
- Campionato olandese: 1

PSV: 2015-2016
- Supercoppa dei Paesi Bassi: 1

PSV: 2016